# Lars-Olof Franzén
Lars-Olof Franzén (1936-2009) was een Zweeds literair criticus en jazzmuzikant. Hij werkte onder andere voor de krant Daily News in Amerika en voor Dagens Nyheter, de grootste Zweedse krant.

## Criticus
In 1965 was hij de enige correspondent van de Daily News die een negatief artikel durfde schrijven over de oorlog in Vietnam. Hij deed dit aan de hand van een gedicht geschreven door Göran Sonnevi. Het artikel deed stof opwaaien in heel Amerika; Franzén stelde zich vragen over het fenomeen "televisie en oorlog". Het was de eerste oorlog waarvan, bijna dagelijks, live-beelden werden gebracht. De Amerikaanse tv-kijker kreeg iedere dag expliciete beelden te zien en bleef daar schijnbaar stoïcijns onverschillig over. Hij was de enige criticus die doorzag dat het gedicht van Sonnevi politiek getint was. Deze samenhang tussen het gedicht en de kritiek van Franzén bracht een complete vernieuwing in de Zweedse literatuur.
Hij schreef zowel voor Daily News als voor Dagens Nyheter kritieken, maar in de eerste plaats was hij iemand die van vernieuwing hield. Alhoewel hij zelf Zweed was, promootte hij in de jaren 70 vooral de Deense literatuur. Die vond hij minder voorspelbaar dan de Zweedse. Hij voelde zich aangetrokken tot de inconsistentie, de onsamenhangendheid.
Ook Pelle de veroveraar, Pelle Erobreren in het Zweeds, het bekendste boek van Martin Andersen Nexo, wordt door Franzén bekritiseerd. Echter wel op een positieve manier. Hij beschuldigt Nexo van demagogie en politiek engagement. Nexo vervalt in politieke retoriek volgens Franzén. Franzén vindt dit echter positief, "Nexo is vrij om zijn pijlen te richten op wie hij zelf wil."

## Jazz
Franzén was ook jazztrompettist. Zijn idolen waren Miles Davis en Stan Getz. Hij hield van jazz omdat de jazzmuziek hem deed denken aan het echte leven. Volgens Franzén is het dagelijkse leven vooral improvisatie en is improvisatie ook het basisidee achter jazz, "Je weet maar wat er uit je trompet komt als je lippen op het mondstuk staan."